# 사와리야
사와리야(Eternal Soulmate, Saawariya)는 인도에서 제작된 산제이 릴라 반살리 감독의 2007년 드라마, 뮤지컬, 멜로/로맨스 영화이다. 표도르 도스토옙스키의 소설 《백야》를 바탕으로 제작되었다. 란비르 카푸르 등이 주연으로 출연하였고 산제이 릴라 반살리 등이 제작에 참여하였다.

## 출연

### 주연
- 란비르 카푸르
- 소남 카푸르

### 조연
- 살만 칸
- 조라 세갈
- 비검 파라
- 비부 푸리

## 제작진
- Line PD: 고트미 바트
- 세트: 오뭉 쿠마
- 의상: 슈리리 고엘
- 의상: 레자 샤리피
- 의상: 애누라드하 바킬
- 배역: 아미타 세흐갈